# Страховий маркетинг

## Визначення
Страховий маркетинг визначають як дії з попереднього аналізу ринків та клієнтури, а також як методологію їх завоювання та утримання
Страховий маркетинг — це система взаємодії таких суб'єктів, як страховик і страхувальник, спрямована на взаємне врахування інтересів і потреб
Страховий маркетинг є важливим інструментом взаємодії страхової компанії та її оточення, його основне призначенням — оптимізація співпраці зі споживачами страхових послуг

## Комплекс страхового маркетингу
- проведення маркетингових досліджень, сегментацію і позиціонування щодо їх результатів;
- розробку нових чи адаптацію існуючих страхових продуктів (послуг) з урахуванням вимог ринку;
- формування конкурентних цін (тарифів) на страхові продукти;
- формування ефективної системи збуту (розподілу) страхових продуктів, управління цією системою;
- здійснення заходів щодо просування страхових продуктів;
- проведення комунікаційної PR-політики

## Основні завдання страхового маркетингу
- досягнення максимально можливого високого споживання страхових продуктів;
- досягнення максимальної потреби задоволення попиту на страхові продукти;
- пропозиція максимально широкого вибору страхових продуктів;
- максимізація підвищення якості життя (середнього рівня споживання, медичного обслуговування) — якість життя вища, якщо гарантується відшкодування при страхових випадках

## Функції страхового маркетингу
- дослідження ринків та клієнтської бази страховика — це дослідження нинішніх та потенційних клієнтів з метою виявлення таких груп споживачів, залучення яких принесе страховику найвищий прибуток;
- власний страховий портфель та його дослідження у страхової компанії — це аналіз імовірності настання страхових випадків від таких характеристик клієнтури, як її географічне положення, стать, професія;
- страхова послуга та розробка вимог до неї — процес виявлення їх властивостей, що найбільше відповідають потребам споживачів;
- просування страхових послуг на ринок